# Mesothisa dubiefi
Mesothisa dubiefi är en fjärilsart som beskrevs av Pierre E.L. Viette 1977. Mesothisa dubiefi ingår i släktet Mesothisa och familjen mätare. Inga underarter finns listade i Catalogue of Life.